# گوکوش
گوکوش (به صربی: Gukoš) یک روستا در صربستان است که در Ljig واقع شده‌است.